# پتوخ
پتوخ (به لاتین: Patukh) یک منطقهٔ مسکونی در افغانستان است که در ولایت بدخشان واقع شده‌است.